# Bijacovce
Bijacovce (slowakisch im 19. Jahrhundert „Biacovce“; deutsch Betendorf oder Biatzowitz, ungarisch Szepesmindszent – bis 1907 Mindszent) ist eine Gemeinde im Osten der Slowakei mit 971 Einwohnern (Stand 31. Dezember 2024) und gehört zum Okres Levoča, einem Kreis des Prešovský kraj.

## Geographie
Die Gemeinde befindet sich im Nordostteil des Talkessels Hornádska kotlina im Schatten der nördlich gelegenen Leutschauer Berge, in deren sich ein Teil des Gemeindegebietes liegt. Weiter ist auch das östlich gelegene Branisko gut sichtbar. Das Ortszentrum liegt auf einer Höhe von 562 m n.m. und ist sechs Kilometer von Spišské Podhradie sowie 20 Kilometer von Levoča entfernt.

## Geschichte
Der Ort Bijacovce wurde im späten 12. Jahrhundert gegründet und zum ersten Mal 1258 schriftlich erwähnt, als er den nach dem Mongoleneinfall 1241/42 kommenden deutschen „Gästen“ zugewiesen wurde. Im 15. Jahrhundert kam das Dorf jedoch zurück zum Herrschaftsgut der nahen Zipser Burg und war seither Gut der Geschlechter wie Zápolya, Thurzo und Csáky. 1828 sind im Dorf 84 Häuser und 605 Einwohner verzeichnet. 1831 war es eines der Zentren des sogenannten Ostslowakischen Bauernaufstandes.

## Bevölkerung
| Jahr                | 1994 | 2004    | 2014     | 2024    |
| ------------------- | ---- | ------- | -------- | ------- |
| Anzahl der Personen | 775  | 838     | 929      | 971     |
| Unterschied         |      | +8,12 % | +10,85 % | +4,52 % |

| Jahr                | 2023 | 2024    |
| ------------------- | ---- | ------- |
| Anzahl der Personen | 970  | 971     |
| Unterschied         |      | +0,10 % |

Ergebnisse nach der Volkszählung 2001 (818 Einwohner):
| Nach Ethnie: - 97,80 % Slowaken - 1,71 % Zigeuner - 0,12 % Tschechen | Nach Religion: - 96,70 % römisch-katholisch - 1,34 % griechisch-katholisch - 1,34 % keine Angabe |

## Sehenswürdigkeiten
- römisch-katholische Kirche Allerheiligen, ursprünglich aus dem 13. Jahrhundert
- Rotunde St. Cosmas und Damian im romanischen Stil, ebenfalls aus dem 13. Jahrhundert
- Csáky-Landschloss im spätbarocken Stil aus den Jahren 1780–85
- denkmalgeschützte volkstümliche Häuser sowie Bauernhöfe (2004 eingetragen)

## Persönlichkeiten
- Károly Csáky (1873–1945), ungarischer General der Kavallerie und Verteidigungsminister
- Imre Csáky (1882–1961), ungarischer Diplomat und Politiker